# Emmett William Price
Emmett William Price (geb. 29. Januar 1896 in Clover Lick (West Virginia); gest. 9. Dezember 1965 in Gadsden (Alabama)) war ein US-amerikanischer Tierarzt, Helminthologe und Parasitologe. Sein Hauptarbeitsgebiet waren die Saugwürmer, 22 Arten und die Gattung Pricetrema sind nach ihm benannt.

## Leben
1896 zog Price nach Washington, D.C. und erwarb 1918 den Doctor of Veterinary Medicine an der George Washington University im Alter von 20 Jahren. Nach kurzer Dienstzeit im Army Veterinary Corps war er von 1919 bis 1926 als Assistent in der Pathologie an der School of Veterinary Medicine des Texas A&M College tätig. Hier entstand sein Interesse für die Parasitologie und als Maurice Crowther Hall, damaliger Chef der Zoologischen Abteilung des Bureau of Animal Industry des Landwirtschaftsministeriums der Vereinigten Staaten. die Universität besuchte, wurde er auf Price aufmerksam und lud ihn ein, sich um eine Stelle bei ihm zu bewerben. Dort war er ab 1926 tätig und setzte gleichzeitig seine akademische Ausbildung fort. 1931 erwarb er den M.S. der American University und 1935 den Ph.D. an der George Washington University und wurde schnell als Experte für Wurmerkrankungen bei Tieren anerkannt. 1936 wurde er Stellvertretender Leiter der Zoologischen Abteilung und als das Labor an das Agricultural Research Center in Beltsville im Bundesstaat Maryland umgesiedelt wurde, wurde er für diese Einrichtung verantwortlich. Mit der Umstrukturierung der Einrichtung Anfang der 1950er Jahre wurde Price Agricultural Administrator der Helminth Parasite Section of the Animal Disease and Parasite Research Division des Landwirtschaftsministeriums. Wegen seines schlechten Gesundheitszustands wurde er 1956 in den Ruhestand versetzt. Anschließend wechselte Price mit seiner Ehefrau nach Gadsden (Alabama), um in der Nähe einer bereits verheirateten Tochter zu leben. Nach einer schwierigen Operation besserte sich sein Gesundheitszustand und er nahm eine Position am Jacksonville State College an, wo er bis zu seiner zweiten Emeritierung 1965 Bakteriologie, Histologie und Parasitologie lehrte.
Price verfasste mehr als 150 wissenschaftliche Arbeiten. Sein Hauptwerk zur Taxonomie der Nordamerikanischen Saugwürmer erschien zwischen 1937 und 1962 in 11 Übersichtsarbeiten. Seit 1926 war Price Mitglied der Helminthological Society, 1952 wurde er zu deren Präsidenten gewählt. 1942 bis 1947 war er Mitglied des Research Council for Parasitology der American Veterinary Medical Association. In Alabama wurde Price in das State Board of Medical Examiners und als Ehrenmitglied der Alabama Academy of Sciences gewählt.